# Hababah (esclava)
Hababah (en árabe: حبابة‎; muerta en 724), fue una jarya o cantante esclava y poetisa del califa Yazid II.
Hababah era una esclava, traída al harén del califa Yazid II como concubina. Le entretenía como cantante y poetisa. Yazid se enamoró tanto de ella que fue descrito como hipnotizado por su canto y poesía.
Las crónicas cuentan: 
"Un día mientras Hababah cantaba, Yazid experimentó un placer tan grande que estalló: "¡Quiero volar!"
Hababah le dijo: "Comandante de los Fieles, si dejas la umma y también a nosotros, ¿quién cuidará de nosotros?'".
Murió atragantada por unas semillas de granada, (según otro relato fueron unas uvas juguetonamente arrojadas por el califa) mientras hacían un pícnic en el jardín. Yazid inicialmente se negó a enterrarla y estaba tan afectado por su muerte que se negó a ver a nadie durante una semana. Desatendió sus deberes y murió poco después. El gran amor de Yazid hacia ella y el dolor por su muerte resultó en que su nombre fuera desprestigiado durante siglos antes de ser rehabilitada, ya que se la culpó de la negligencia en los asuntos estatales y la religión del califa, siendo por ello Hababah considerada una enemiga de Alá.